# Tan Ning
Tan Ning (en chino: 谭宁; 3 de abril de 2003) es una deportista china que compite en bádminton. Participó en los Juegos Olímpicos de París 2024, obteniendo una medalla de plata en la prueba de dobles (junto con Liu Shengshu).

## Palmarés internacional
| Juegos Olímpicos | Juegos Olímpicos | Juegos Olímpicos | Juegos Olímpicos |
| Año              | Lugar            | Medalla          | Prueba           |
| ---------------- | ---------------- | ---------------- | ---------------- |
| 2024             | París (Francia)  | Medalla de plata | Dobles           |